# Punto arquimédico

El archivo se llama "Archimedes lever, vector format.svg" y es una ilustración relacionada con una famosa cita de Archimedes: "Δοσ μοι που στω και κινω την γην", que ha sido traducida como "Dame un lugar donde pararme y moveré el mundo" o "Dame un lugar sólido en el que pueda pararme y moveré la tierra". Esta cita fue mencionada por Pappus de Alejandría en su obra "Collection or Synagoge", libro VIII, alrededor del año 340 d. C. El texto griego fue editado por Friedrich Otto Hultsch en Berlín en 1878.

Un punto arquimédico (en latín: Punctum Archimedis) es un punto de vista hipotético desde el cual un observador puede percibir objetivamente el tema de la investigación con una visión de la totalidad (es decir, una vista de dios); o un punto de partida confiable a partir del cual se pueda razonar. En otras palabras, una vista desde un punto de Arquímedes describe el ideal de "quitarse" del objeto de estudio para que uno pueda verlo en relación con todas las demás cosas sin dejar de ser independiente de ellas. 
Por ejemplo, el filósofo John Rawls utiliza el dispositivo heurístico de la posición original en un intento de eliminar los prejuicios particulares de los agentes individuales para demostrar cómo los seres racionales pueden llegar a una formulación objetiva de la justicia.

## Orígenes
El término se refiere al gran matemático Arquímedes, quien supuestamente afirmó que podría levantar la Tierra de sus cimientos si se le diera un lugar para pararse, un punto sólido y una palanca lo suficientemente larga. 

La idea del término se atribuye a Descartes en su segunda Meditación, quien se refiere a Arquímedes requiriendo solo "un punto firme e inamovible", con respecto a encontrar certeza: 
 Arquímedes, para poder transportar el globo entero del lugar que ocupaba a otro, solo exigía un punto que fuera firme e inamovible; así, también, tendré derecho a albergar las más altas expectativas, si tengo la suerte de descubrir solo una cosa que es segura e indudable. 

## Crítica
Los filósofos escépticos y antirrealistas critican la posibilidad de un punto de Arquímedes, alegando que es una forma de cientificismo. Por ejemplo, según Michael Shermer: "No podemos separar más nuestras teorías y conceptos de nuestros datos y percepciones de lo que podemos encontrar un verdadero punto de Arquímedes, una vista de Dios, de nosotros mismos y nuestro mundo".